# Дім (телеканал)
«Дім» (до 24 березня 2023 року — «Дом») — український державний інформаційно-розважальний телеканал, створений для жителів тимчасово окупованих територій України — ОРДЛО та Криму, з 2022 року орієнтується на українців за кордоном та внутрішньо переміщених осіб. Хоча телеканал початково створювався нібито як для мовлення виключно для тимчасово окупованих Росією територій України Донеччини та Криму, де-факто на практиці телеканал мовить як на окуповані території України, так і для жителів всієї України через Youtube-мовлення, IPTV/OTT, кабельне та супутникове мовлення.
Телеканал є одним з двох державних телеканалів, створених на базі колишнього іномовлення «UATV» (яке мовило п'ятьма мовами одночасно: російською, англійською, українською, арабською та кримськотатарською).
Станом на березень 2021 рік канал мовив наживо шляхом цілої низки методів розповсюдження: антенним ефірним розповсюдженням наземного телебачення (аналоговим та цифровим мовленням), супутниковим мовленням, інтернет Youtube-мовленням, IPTV/OTT мовленням, та кабельним мовленням. Це стало можливим, через те що з кінця лютого 2021 року канал почав транслювати виключно російськомовний контент власного виробництва або ж російськомовний контент закуплений в українських чи іноземних (не російських) медіагруп. До цього з березня 2020 року по лютий 2021 року канал використовував безкоштовний російськомовний контент від українських медіагруп. Тоді ж, у березні 2021 року, керівництво ДП «Мультимедійна платформа іномовлення України» (материнська компанія телеканалів «Дім» та «UATV» російською) перезапустило канал українського іномовлення UATV російською як міжнародний російськомовний канал (до цього він був мульти-мовним каналом з п'ятьма мовами) та почав входити з UATV російською в іноземні кабельні мережі в країнах, де є російськомовна авдиторія з колишнього СРСР[⇨].
Мовну політику телеканалу неодноразово критикували українські експерти, які стверджували що ця російськомовність лише потурає подальшому зросійщенню територій Донбасу та Криму.
Від початку повномасштабного вторгнення до вересня 2022 року "Дім" ретранслював загальнонаціональний марафон "Єдині новини ".
З 12 вересня 2022 року відновив оригінальне мовлення українською мовою. "Дім" орієнтується на аудиторію українських біженців за кордоном та внутрішньо переміщених осіб.

## Історія
Телеканал розпочав мовлення 1 березня 2020 року.
19 березня 2020 року Нацрада України з питань телебачення та радіомовлення дала дозвіл на мовлення на окупованих територіях на стандартний термін в один рік (до 19 березня 2021 року).
5 січня 2021 року канал запустив офіційний російськомовний сайт за адресою kanaldom.tv. На додачу до основного, російськомовного інтерфейсу сайту (який завантажується за замовчуванням) на сайті також присутня опція україномовного інтерфейсу, однак сам відео-контент наповнення сайту телеканалу був на 100 % російськомовне (як і ефірне, супутникове та Youtube-мовлення).
На початку квітня 2021 року керівництво власника телеканалу «Дім/Дом» материнської компанії ДП «Мультимедійна платформа іномовлення України» запустило серію аналітичних оглядів під назвою «Хто стоїть за дискредитацією телеканалу „Дом“. Аналітика», де аналізується оцінка діяльності телеканалу в ЗМІ. Перший огляд мав назву «Інформаційні кампанії з метою дискредитації іномовлення України та телевізійного мовлення на тимчасово окупованій території» й у його підсумку зазначалося що «політично заангажований медійний апарат внутрішніх українських гравців завдає удару у відповідь скоординованою інформаційною кампанією та пропагандою, спрямованою на телеканал „Дом“» та підкреслювалося що «політично заангажовані медіа, оплачувані піарконсультанти, публічні спікери політичних партій, інтернеттролі в соціальних мережах розповсюджують повідомлення із звинуваченнями в упередженості та дезінформації, мета яких — умисний підрив довіри [до каналу]»; зокрема було озучено докори щодо висвітлення роботи телеканалу «Дім/Дом» до таких українських видань, як телеканали «Прямий», «5 канал», «Еспресо TV», «gazeta.ua», «24 канал» тощо. Другий огляд мав назву «Обговорення та цитування телеканалу „Дом“ у медіапросторі» й був підговотлений PR-компанією Центр з контент аналізу; у цьому огляді було повторено схожі тези докори що й в попередньому. Згодом наприкінці квітня 2021 року керівництво ДП Мультимедійна платформа іномовлення України (материнська компанія російськомовних телекналів Дім/Дом та UATV російською) у особі Юлії Островської, Олексія Мацукою та Олексія Кірющенка у інтерв'ю виданню babel.ua вже відкрито заявили що «[телеканал Дім/Дом] звинувачують у тому, що він проводить політику нинішньої влади, але зрозуміло, з якого боку цей удар — це очевидно. Він іде від команди Петра Порошенка»..
Після російського вторгнення в Україну, з 24 лютого до 11 вересня 2022 року, канал транслював марафони «Єдині новини» та «FREEДОМ».
З 12 вересня канал відновив самостійне мовлення, змінивши програмну сітку. З етеру було прибрано російськомовні програми. В ефірі "Дому" виходять пізнавальні, соціально-публіцистичні, культурологічні, музичні, історичні, спортивні проєкти, документальні та художні фільми і серіали українською мовою.
25 березня 2023 року телеканал змінив назву на «Дім».

## Бюджет
Бюджет телеканалу на 2020 рік (з березня 2020 року по грудень 2020 року) становив ₴260.4 млн грн.
Бюджет Дім/Дом (канал є частиною бюджетного підприємства ДП «Мультимедійна платформа іномовлення України», яка є материнською компанією телеканалу Дім/Дом) на 2021 рік (з січня 2021 року по грудень 2021 року) був початково запланований у розмірі ₴348.8 млн грн; після затвердження фінальної версії бюджетної програми ДП «Мультимедійна платформа іномовлення України» бюджет організації на 2021 рік став трохи меншим — ₴298.4 мільйонів гривень
Згідно з даними офіційного сайту публічних фінансів про всі платежі ДП «Мультимедійна платформа іномовлення України», з 1 по 31 грудня 2021 року держпідприємство здійснило 575 платежів на користь 151 контрагентів на загальну суму 532,5 млн грн.

## Концепція та ідеологія
Представники телеканалу заявили, що метою телеканалу є «повернення жителів окупованих територій до культурного, політичного та громадського порядку денного України».
Російський актор та режисер телесеріалу «Слуга народу» Олексій Кирющенко допомагав формувати концепцію каналу й у березні 2020 року в інтерв'ю українським ЗМІ заявив, що головною концепцією каналу є тема примирення та пошук спільних цінностей й зазначив, що «на каналі немає концепції війни. Потрібно припиняти боротьбу то за захід, то за схід. Треба душити добром і шукати спільні цінності, [спільних] героїв».
Президент України Зеленський у квітні 2020 року заявив, що його здобутком стало створення телеканалу «Дім/Дом» «з проукраїнським інформаційним і розважальним контентом» за допомогою якого «на окупованій території Донбасу поширюються українські наративи та правдива інформація про Україну».
У 2022 році телеканал "Дім" оновив концепцію як україномовний телеканал, що орієнтується на аудиторію українських біженців за кордоном та внутрішньо переміщених осіб. Свою місію канал бачить у консолідації української та світової спільноти довкола українського порядку денного, знайомства з феноменом української багатонаціональної ідентичності, культурної самобутності, хоробрості, згуртованості й патріотизму. Генеральна директорка ДП "МПІУ" в інтерв'ю "Детектору медіа" зазначила, що "Сьогодні це мільйони наших співгромадян. Вони потребують підтримки, уваги, відчуття того, що вони потрібні країні, цікаві країні, в тому числі через відповідний аудіовізуальний контент. Також важливо, щоб українці за кордоном були включені в український порядок денний, щоб не втрачали зв’язок із нашим культурним, мовним, ментальним простором, не капсулювались виключно в мігрантських буднях".

## Структура

### Підпорядкування
Після створення телеканалу 1 березня 2020 року, він підпорядковувався напряму Міністерству культури України та інформаційної політики. У червні 2020 року стало відомо, що розпочався процес передачі телеканалів ДП «Мультимедійна платформа іномовлення України» «UATV» та «Дім/Дом» від Мінкульту до Міністерства з питань реінтеграції тимчасово окупованих територій; процес передачі завершився 20 січня 2021 року.
10 березня 2022 року ДП «Мультимедійна платформа іномовлення України» «UATV» та «Дім/Дом» за розпорядженням Кабінету міністрів України було передано до Міністерства культури та інформаційної політики України.

### Керівництво каналу
Гендиректор
Після появи телеканалу у березні 2020 року, посада гендиректора була вакантною впродовж більшої частини 2020 року й на цю посаду було оголошено конкурс. Впродовж 2020 року, у період поки відбувався конкурс на посаду гендиректора, виконувачкою обов'язків генерального директора каналу була Юлія Островська, яка, серед іншого, раніше працювала директоркою з виробництва студії «Квартал 95».
Пізніше, у другій половині 2020 року Юлія Островська, виграла конкурс на посаду гендиректора (хоча про дату коли саме це сталося телеканал не повідомляв громадськість), втратила приставку «в.о.» та офіційно стала гендиректором каналу. У 2024 році Юлія Островська вийшла заміж і взяла прізвище чоловіка – Бін.
Шеф-редактор
Журналіст Олексій Мацука 23 лютого 2021 року став шефредактором телеканалу «Дім/Дом». У листопаді 2023 року Олексія Мацуку було призначено генеральним директором Українського національного інформаційного агентства "Укрінформ", тоді ж він припинив співпрацю з ДП "МПІУ".

### Ведучі новин та телепрограм
У березні 2020 року на канал «Дім/Дом» перевели ведучих Миколу Сирокваша і Анну Нитченко. До червня 2020 року до каналу приєдналися ще два ведучих новин — Світлана Леонтьева та Дар'я Вершиленко.
Згодом у травні-червні 2020 року для ведення телепрограм на канал запросили низку інших ведучих-тележурналістів: Мілену Амеді (телепрограма «А как дома? Крым» (укр. А що там вдома? Крим)), Ірину Твердовську (телепрограма «Официальный разговор» (укр. Офіційна розмова)), Олексія Мацуки (телепрограми «А как дома? Донбасс» (укр. А що там вдома? Донбас) та «На самом деле. Донбасс» (укр. Насправді. Донбас), Олега Борисова (телепрограми «На самом деле. Крым» (укр. Насправді. Крим) та «5 вопросов на злобу дня» (укр. 5 питань на тему дня)), Тетяну Попову (телепрограма «На самом деле. Мир» (укр. Насправді: Світ)) та Дмитра Сіманського (телепрограма «На самом деле. Крым» (укр. Насправді: Крым)). У березні 2021 року для ведення телепрограми «Взгляд с Банковой» (укр. Погляд з Банкової) на канал було запрошено прес-секретарку президента України Юлію Мендель, хоча згодом канал заявив що Мендель бере участь у цій програмі не як ведучу.
Станом на лютий 2021 року, ведучими новин та телепрограм телеканалу Дім/Дом були такі журналісти:
Ведучі новин
- Микола Сирокваш — до цього ведучий ранкової програми «112 хвилин» на проросійському телеканалі «112 Україна».
- Анна Нитченко — до цього ведуча на каналах «Obozrevatel TV», «TVi» та «4 каналі», «ZIK»[51][52].
- Андрій Джеджула — шоумен, актор й радіо- та телеведучий.
- Світлана Леонтьева — до цього ведуча на каналах «Інтер» та «Перший національний».
- Дар'я Вершиленко — до цього ведуча російської редакції UATV.

Ведучі телепрограм
- Олег Борисов — до цього ведучий телеканалу ATR.
- Дмитро Сіманський (псевдо Дмитро Крикун) — до цього член Інформаційної ради при Главі УГКЦ, ведучий на каналах «Ера»/«Радіо Ера» та ТОНІС, на радіо «Континент»; екс-член політради партії «УКРОП».
- Мілена Амеді — до цього ведуча телеканалу ATR.
- Ірина Твердовська — до цього прессекретарка партії «Самопоміч», працівниця офісу комунікацій КМУ, журналістка СТБ, засновниця та генеральний продюсер телеканалу Перший автомобільний, авторка та ведуча програми «Екіпаж» на телеканалах K1 та Перший автомобільний.
- Олексій Мацука — до цього журналіст та засновник інтернет-видання «Новости Донбасса» (укр. Новини Донбасу).
- Тетяна Попова — до цього ведуча на каналі «Obozrevatel TV» та колишня заступниця Міністра інформаційної політики України (2015—2016).
- Марія Строєва.
- Марина Остапенко.
- Дмитро Григоренко.
- Костянтин Октябрський — актор театру і кіно, до цього ведучий телепрограми «Орел і решка. Шопінг» (2014).
- Анастасія Касілова — до цього ведуча на каналі «Україна» та «Новому каналі».

## Контент
«Дім» є розважально-інформаційним каналом, тобто телеканалом що транслює російськомовний контент до 2022 року. Як новинного та інформаційного аналітичного напрямку, такі і розважального напрямку. Але після 2022 року у вересні контент став повністю україномовним..

### Програми
- Ранок вдома
- Коло спорту
- Точка опори
- Код ідентичності
- Дочекаюсь
- Блокпост - шоу
- Міста
- Муз_тренд
- Трансформація
- Я не забуду
- Хрін та редька
- Хартійна кухня
- Крафтові мандри
- Незвідана Україна
- Популярна історія
- Історія війни
- Тревел нашого часу
- Ліс рук
- Діло буде
- Наші без раші
- Тихий вечір з Оленою Кравець
- Узол та Манько
- Хащі
- Як звучить Україна

### Документальні фільми
- 10,5
- 30 років Незалежності
- Битва за історію
- Ваш Василь
- Відсіч 10/10. Як українська культура перемагає російські ракети
- Вміст чутливого характеру
- Дім там, де ти
- Діти великого голоду
- Другий фронт
- Експедиція
- Земля. Харківський контрнаступ
- Кринки
- Лікарі. Більше не в білому
- Лютий довжиною в рік
- Made in колись
- Мами війни
- Між крапельками
- Мій прапор
- Міф
- Мистецтво в тіні війни
- Море. Битва за острів Зміїний
- Мріяти не шкідливо
- На вістрі ножа
- Паперове місто. Херсон за рік після звільнення
- Під небом
- Повернення. Василь Кричевський
- Понівечене дитинство
- Сестри
- Спокійно, працює ППО
- Стефаник. Новели-ли-сти-сни
- Тимчасово
- У кралі коралі
- Херсон - це Україна
- Цілі
- Щедрик проти "русского міра"
- Fuhrer 2.0
- Homo Amans

### Серіали
- Друзі
- Друзі за контрактом
- Евакуація
- Звичайна людина
- Зозулі
- Курс щасливого життя
- Мангровий гай
- Моє кіно
- Новорічна шкереберть
- ОПГ
- Під одним дахом
- Поклик кохання
- Позивний "Тамада"
- Потяг
- Примарна спадщина
- Рубан
- Сімейний консультант
- Сховища. 8 історій
- Тут і тепер

### Російськомовний контент власного виробництва

#### Російськомовні теленовини та програми власного виробництва
Новинний та інформаційно-аналітичний російськомовний контент телеканал Дім/Дом з самого свого заснування у березні 2020 року вироблявся телеканалом власними силами. З 24 годин мовлення каналу, приблизно 1 годину на добу відводиться на ці російськомовні інформаційно-аналітичних програм власного виробництва.
Крім випусків російськомовних новин власного виробництва, на телеканалі станом на березень 2021 року виходять наступні російськомовні інформаційно-аналітичні програмти:
- Взгляд с Банковой (укр. Погляд з Банкової)
- А как там дома …? (укр. А як там вдома...)
  - А как там дома Донбасс? (укр. А як там вдома Донбас)
  - А как там дома Крым? (укр. А як там вдома Крим)
- На самом деле …? (укр. Насправді...)
  - На самом деле. Донбасс? (укр. Насправді. Донбас)
  - На самом деле. Крым? (укр. Насправді. Крим)
  - На самом деле. Мир? (укр. Насправді. Світ)
  - На самом деле. Россия? (укр. Насправді. Росія)
  - На самом деле. Украина? (укр. Насправді. Україна)
- 5 вопросов на злобу дня (укр. 5 питань па тему дня)
- Официальный разговор (укр. Офіційна розмова)
- Утро дома (укр. Ранок вдома)
- Официальный разговор (укр. Офіційна розмова)
- Право на право (укр. Право на право)
- Чем живёшь, Украина? (укр. Чим живеш, Україно?)
- Код безопасности (укр. Код безпеки)
- Давайте проверим! (укр. Давайте перевіримо!)
- Неофициальный разговор (укр. Неофіційна розмова)

#### Російськомовні телесеріали та фільми власного виробництва
З 24 годин мовлення каналу, приблизно 23 годину на добу відводиться на російськомовний розважальний контент. З березня 2020 по лютий 2021 року цей розважальний російсьмовний контент (переважно телесеріали та теле-шоу) надавалися безкоштовно чотирма українськими медіа-групами: «1+1 Media» (включно з контентом студії «Квартал 95», який займає приблизно 15 % від усього контенту каналу), «StarLightMedia», «Inter Media Group» та «Медіа Група Україна».
З березня 2021 року телеканал більше не отримує безкоштовний російськомовний розважальний контент від українських медіа-груп, й натомість почав як виробництво власних розважальних телесеріалів та теле-шоу, так і закупівлю (а не отримання безкоштовно) російськомовного розважального контенту в українських та іншоземних медіа-груп.
Перші російськомовні телесеріали телеканалу «Дім/Дом» з'являться у вересні 2021 року.
У липні 2021 року стало відомо що телеканал «Дім/Дом» замовив у ТОВ «Маестро Медіа Продакшн» (директором якого є актор «Дизель шоу» Дмитро Танкович) 20-серійний російськомовний художній комедійний серіал під назвою «Фіма» (рос. «Фима») з кошторисом у ₴18 мільйонів гривень. Раніше у грудні 2020 року керівництво телеканалу «Дім/Дом» публікувало у себе на сайті новину про те що нібито ТОВ «Ваверка Продакшн» (директором якого є той же Дмитро Танкович) а не ТОВ «Маестро Медіа Продакшн» виграло тендер на виробництво російськомовного серіалу «Фіма».

### Російськомовний закуплений контент

#### Російськомовні закуплені телесеріали та фільми
У грудні 2020 року керівництво телеканалу ДП «Мультимедійна платформа іномовлення України» (власник телеканалу Дім/Дом та іномовлення UATV російською) закупило права на трансляцію приблизно 250 російськомовних повнометражних художніх фільмів виробництва у ТОВ «Українська група з управління правами» (володіє майновими правами на медіакаталог ДП Київська кіностудія Довженка) та у ТОВ «Фірма Будущеє» (володіє майновими правами на медіакаталог ДП Одеська кіностудія на загальну суму 4,2 млн грн з правом трансляції цих російськомовних фільмів як на телеканалі Дім/Дом так і на телеканалі іномовлення UATV російською впродовж 2021 року. Зокрема було прибрано права на наступні кінострічки:
- 192 російськомовні повнометражні художні фільми виробництва Київської кіностудії Довженка (у власника виключних майнових прав ТОВ «Українська група з управління правами»)
- 54 російськомовні повнометражні художні фільми виробництва Одеської кіностудії (у власника виключних майнових прав ТОВ «Фірма Будущеє»)

У березні 2021 року керівництво телеканалу ДП «Мультимедійна платформа іномовлення України» повідомило, що на додачу до прав на трансляцію приблизно 250 російськомовних повнометражних фільмів виробництва Київської кіностудії Довженка та Одеської кіностудії які було придбано ще у грудні 2020 року, компанія також докупила права на російськомовні художні, документальні та пізнавальні фільми інших медійних груп та організацій загальною вартістю у понад ₴7 млн грн. Зокрема було докуплено права на художні та анімаційні багатосерійні та односерійні фільми на суму у ₴3.7 млн грн у ТОВ ТРК Україна (володіє майновими правами на медіакаталог медіагрупи Media Group Ukraine) на суму у ₴93 тис. грн. у ДП Довженко-центр (володіє майновими правами на медіакаталог ДП Укранімафільм) на суму у ₴493 тис. грн. у ТОВ Film.ua Distribution (володіє майновими правами на медіакаталог Film.ua Group]) тощо. У обґрунтуванні необхідності придбання у ТОВ ТРК Україна прав на суму у ₴3.7 млн грн. на додатковий «розважальний продукт українського виробництва російською мовою» для телеканалів Дім/Дом та UATV російською, керівництво каналу повідомило що це відбувається «з метою реалізації стратегічного плану, розширення території та способів мовлення телеканалу „ДОМ“, та [через] зміни програмної сітки та ребрендинг телеканалу „UA“». Зокрема було прибрано права на наступні кінострічки:
- 56 російськомовних анімаційних фільмів виробництва Укранімафільм (у власника виключних майнових прав ДП Довженко-центр)
- 7 російськомовних художніх багатосерійних фільмів виробництва Media Group Ukraine (у власника виключних майнових прав ТОВ ТРК Україна), зокрема багатосерійні фільми Потрійний захист (рос. Тройная защита, 16 серій), На лінії життя (рос. На линии жизни, 32 серії), Співачка (рос. Певица, 95 серій), Клан ювелірів (рос. Клан ювелиров, 95 серій), 1941. Заборонена правда (рос. 1941,[64] 5 серій), Аліса в Дивокраї (рос. Алиса в стране чудес, 1 серія) тощо.
- 7 російськомовних художніх багатосерійних фільмів виробництва Film.ua Group (у власника виключних майнових прав ТОВ Film.ua Distribution)

## Мова каналу
Телеканал з часу заснування в березні 2020 по січень 2022 року був єдиним одномовним каналом в Україні — канал був повністю російськомовним, навіть україномовні репліки дублювалися російською. Хоча під час першої презентації телеканалу у березні 2020 року творці каналу не пояснювали, яким буде співвідношення мов, вже під час другої презентації телеканалу у березні 2020 року заступник голови комітету ВРУ з питань гуманітарної та інформаційної політики Микита Потураєв заявив, що ведучі й гості спілкуватимуться як російською, так і українською. На другій презентації творці заявляли, що співвідношення української та російської мов на каналі буде 50/50, але весь розважальний контент все одно виходив російською. У листопаді 2020 року креативний директор телеканалу Максим Кречетов пояснив відмову від україномовного контенту тим, що «протистояти пропаганді РФ ефективніше російською мовою». У березні 2021 року, після перезапуску двох державних російськомовних телеканалів Дім/Дом та UATV (обидва входять до ДП «Мультимедійна платформа іномовлення України») гендиректорка цих телеканалів Юлія Островська заявила, що з 2021 року Україна претендує на роль лідера у виробництві російськомовного контенту для аудиторій по всьому світу.
З 20 січня 2022 року журналістка телеканалу «Дом» Альона Чорновол повідомила, що на додачу до російськомовного контенту на каналі почне з'являтися й українськомовний контент.
З 12 вересня 2022 року телеканал став повністю україномовним каналом на всі 100 %.

## Покриття та розповсюдження телеканалу
Канал створювався як «телеканал для окупованих територій», але став практично загальнонаціональним телеканалом (через доступність контенту з каналу в Youtube по всій території України). Через телевізійні вежі у Донецькій/Луганській та Херсонській облястях, мовлення телеканалу ведеться на тимчасово окуповані Росією території України; окрім того, згідно зі статутом телеканалу Дім/Дом, канал також має право на мовлення на суміжні з окупованими Росією райони, райони вздовж кордону з Росією чи іншими країнами, з яких мовлять в ефірі російські телеканали і радіостанції (такими територіями, наприклад, є Білорусь, Молдова тощо), тобто у більш як половині областей України. У квітні 2020 року, через місяць після появи телеканалу Дім/Дом, виконувачка обов'язків директора телеканалу Юлія Островська повідомила, що сигнал телеканалу вже транслюється з 10 передавачів (6 цифрових і 4 аналогових). Станом на березень 2020 року канал транслювався в кабельних мережах на окупованих територіях ОРДЛО з трьох областей: Донецької, Луганської та Херсонської.
Після появи в березні 2020 року по лютий 2021 року канал «Дом/Дім» не здійснював мовлення наживо через інтернет/IPTV, Youtube-канал чи через супутник. Це була умова українських медіагруп, оскільки у цей період українські медіагрупи надавали каналу безкоштовний російськомовний розважальний контент (у формі телесеріалів та телешоу) що становив більшість ефірної сітки каналу (розважальний контент становить 23 з 24 год. добового ефірного мовлення). Відповідно, транслювання телеканалу «Дом/Дім» у материковій Україні порушувало б авторські права українських медіагруп. Однак практично відразу після початку мовлення телеканалу у березні 2020 року його творці також почали викладати в інтернеті на своїй сторінці в Youtube, Facebook та інших соцмережах записи новин та телепрограм власного виробництва (новинний та інформаційно-програмний контент становить 1 з 24 год. добового ефірного мовлення).
У березні 2021 року покриття телеканалу суттєво розширилося; зокрема з березня 2021 року канал розпочав супутникове мовлення, інтернет Youtube-мовлення, IPTV/OTT та кабельне мовлення наживо, після того як канал перестав використовувати безкоштовний російськомовний контент від українських медіагруп та почав виробляти власний та чи закупляти російськомовний контент вироблений українськими та іноземними (не російськими) медіагрупами Тоді ж, у березні 2021 року, керівництво ДП «Мультимедійна платформа іномовлення України» (материнська компанія телеканалів Дім/Дом та UATV російською) перезапустило телеканал українського іншомовлення UATV російською як міжнародний російськомовний канал (до цього він був мультимовним каналом з п'ятьма мовами) та почав входити з UATV російською в іноземні кабельні мережі в країнах, де є російськомовна авдиторія з колишнього СРСР. Директор телеканалу Дім/Дом Юлія Островська у червні 2020 року коментуючи створення UATV російською, заявила що «перед [каналом Дім/Дом] стоїть завдання розмовляти не тільки з непідконтрольними територіями [України], а й з усіма [російськомовними] жителями колишнього СРСР, де б вони не жили. […] Ми хочемо стати міжнародним українським російськомовним каналом, який формує об'єктивний образ України».
З серпня 2020 року по лютий 2021 року в аналоговому мовленні Покровська, в цифровому мовленні Волоновахи (22 ТВК), Маріуполя та Краматорська замість каналу Дім/Дом мовив UATV російською оскільки у цей період телеканал Дім/Дом безкоштовно транслював російськомовний контент українських медіагруп, чим міг завдати матеріальної шкоди українським медіагрупам. З березня 2021 року мовлення у всіх цих телевізійних вежах знову змінилося з UATV російською на Дім/Дом, оскільки з березня 2021 року канал Дім/Дом змінив програмну концепцію та більше не отримує безкоштовний розважальний телеконтент від українських медіагруп, оскільки починаючи з березня 2021 року телеканал Дім/Дом траслює виключно російськомовний контент власного виробництва або ж російськомвний контент закуплений в українських чи іноземних (замість російських) медіагруп.
У березні 2021 року керівництво каналу повідомли, що кількість аналогових та цифрових передавачів для мовлення Дім/Дом збільшилося з 8 до 18.

### IPTV/OTT та кабельне мовлення
У грудні 2020 року керівник Дім/Дом заявила що на додачу до супутникового, ефірного аналогового мовлення, контент каналу передається до глядачів також і через кабельне та IPTV мовлення. 1 березня 2021 року керівництво телеканалу повідомило про початок мовлення через IPTV/OTT та кабельні мережі.

### Мережеве Youtube-мовлення
З 16 березня 2020 року мовить Youtube-канал Телеканал ДОМ. Youtube-канал створено 16 березня 2020 року шляхом перейменування Youtube-каналу UATV по-русски.

### Супутникове-мовлення
Мовлення телеканалу Дім/Дом у супутнику розпочалося у березні 2021 року.
| Супутник            | Стандарт | Частота, МГц | Швидкість | Поляризація       | FEC | Формат зображення | Кодування |
| ------------------- | -------- | ------------ | --------- | ----------------- | --- | ----------------- | --------- |
| Astra 4A (4.8°E)    | DVB-S    | 12130        | 27500     | вертикальна (V)   | 3/4 | MPEG-2            | FTA       |
| Hot Bird 13G (13°E) | DVB-S2   | 10930        | 30000     | горизонтальна (H) | 2/3 | MPEG-4            | FTA       |

## Контроверсійності

### Консультанти з телеканалу 112 Україна та Квартал-95
У січні 2020 року, ще до запуску телеканалу Дім/Дом, журналістка «Детектору медіа» Юлія Крапивіна заявила, що новостворений канал для мовлення на тимчасово окуповані території може очолити російський режисер Олексій Кирющенко. Згодом ця інформація підтвердилася й у березні 2020 року, після запуску телеканалу Дім/Дом, стало відомо, що російський режисер телесеріалу «Слуга народу» Олексій Кирющенко став головою внутрішньої наглядової ради та креативним продюсером телеканалу. Окрім цього, згодом стало відомо що під час запуску консультантами телеканалу стали ведучі політичного шоу «Пульс» на проросійському телеканалі 112 Україна Володимир Полуєв і Ганна Степанець. Такі призначення викликали невдоволення серед попереднього колективу українського телеканалу іномовлення UATV, на базі якого й створювався телеканал Дім/Дом, й відповідно у знак протесту з телеканалу UATV звільнилось дві третини працівників.

### Критика поширення проросійських наративів про панування в Україні «українських праворадикалів»
У квітні 2021 року розгорівся скандал після виходу на телеканалі Дім/Дом телепрограми про нібито панування в Україні «українських праворадикалів»; як доказ панування праворадикалів телеканал, зокрема, використав відео за березень 2021 року з протесту під Банковою «Не чуєш, побачиш» проти несправедливості українських судів та на захист громадського активіста Сергія Стерненка. В українських ЗМІ поява цієї програми викликала переважно негативну реакцію, оскільки в програмі телеканалу Дім/Дом звучали звичні російські пропагандистські наративи про панування в Україні так званих «українських праворадикалів». Про неприйнятність поширення українським телеканалом російських наративів про так званих «українських праворадикалів» заявила й партія Нацкорпус. А український громадський активіст Сергій Стерненко, коментуючи цю ситуацію, назвав неприпуститимою ситуацією коли державний канал з річним бюджетом у більш як ₴200 млн грн поширює ті ж самі наративи про «українських праворадикалів» що й російська пропаганда.
Після критики сюжету телеканал Дім/Дом тимчасово прибрав сюжет про «праворадикалів України». Пізніше в липні 2021 року Комісія з журналістської етики (КЖЕ) виніс телеканалу Дім/Дом попередження через російськомовний телесюжет «Радикали в Україні. Розʼяснення» оприлюднений 11 квітня 2021 року оскільки згідно з аналізом КЖЕ цей сюжет телеканалу грубо порушив кодекс етики українського журналіста.

### Критика російськомовності каналу
16 березня 2020 року Youtube-канал UATV по-русски, що мав 95 тис. підписників, було перейменовано на Телеканал ДОМ, де творці почали публікувати випуски новин телеканалу. Незважаючи на початкові обіцянки під час старту каналу у березні 2020 року про двомовність та присутність 50-на-50 україномовного та російськомовного контенту, весь контент на Youtube — російськомовний. Свої соцмережі, зокрема сторінку у Facebook, телеканал теж вів виключно російською мовою, телеканал не розміщував жодних дописів українською.
Мовну політику телеканалу Дім/Дом, де увесь контент створюється та транслюється виключно російською мовою неодноразово критикували українські медіаексперти та громадські активісти. Зокрема, експерт з питань мовної політики Тарас Марусик у коментарі виданню Gazeta.ua зазначив, що російськомовні передачі для Донбасу шкодять Україні й можуть негативно вплинути на майбутнє України; Марусик також заявив що його «турбує командна російськомовна тенденція телеканалу» та підкреслив що така політика каналу лише «продовжує [багаторічне] зросійщення окупованих територій [Донбасу та Криму]». Схожу критику російськомовної політики каналу озвучила й громадська активістка та змушена переселенка з Криму Наталя Лютикова, яка у коментарі 5 каналу зазначила, що «Телеканал Дом — це жах […] замість того щоб розказувати про можливості України, про позитивні зміни [в Україні] про щось дійсно корисне для них, як от „як оформити документи“, там [натомість] якісь радянські фільми ставляться. Все російськомовне. Та чудово розуміють у Криму українську мову […] я проти того щоб цей канал для окупованих територій транслював контент російською. Це загравання, яке ні до чого [доброго] не призведе». Також схожу критику російськомовної політики каналу озвучила й журналістка Єлизавета Гончарова, яка у статті для видання Український тиждень зазначила, що "концепція телеканалу «Дом» передбачала лише російську [мову мовлення], наче люди [в окупованому Донецьку та Криму] за пʼять років окупації втратили всі мовні навички, якими раніше активно користувалися хоча б на рівні споживачів україномовного продукту..

### Трансляція телепрограм з зображенням мапи РФ, де присутній Кримський півострів
У липні 2021 року в українському інфопросторі розгорівся скандал після того як стало відомо, що державні російськомовні телеканали «Дім/Дом» та «UATV російською» 2 липня 2021 року показали мапу, на якій тимчасово окупований Крим позначений частиною Росії; це сталося в ефірі російськомовної телепередачі «Російський щоденник» (рос. «Русский дневник»). Згодом медіаексперт Олексій Ковжун коментуючи цей черговий скандал навколо телеканалу «Дім/Дом» зазначив що віднедавна «телеканал „Дом“ став милою версією [російського пропагандистського телеканалу] Russia Today; [вони] настільки старанно уникають людей, які вживають „мову ненависті“, що набрали собі ватну публіку». Наприкінці липня 2021 року Нацрада оголосила про позапланову безвиїзну перевірку телеканал «Дім/Дом» через показ в етері мапи з «російським» Кримом.
У відповідь на цей скандал керівництво телеканалу Дім/Дом заявило що поява мапи де окупований Крим позначений частиною Росії була помилковою й ця мапа нібито з'явилася в ефірі без відома керівництва каналу; крім цього керівництво телеканалу Дім/Дом публічно закликала СБУ допомогти з розслідуванням та з'ясування хто саме зробив це.

## Логотипи
- Телеканал змінив 2 логотипи. 3-й за рахунком.

| Логотип | Опис |
| ------- | --- |
|         | З 1 березня 2020 по 16 січня 2022 року логотипом телеканалу були літери «Д» жовтого кольору, відламана літера «О» й «І» зеленого кольору, та літера «М» фіолетового кольору. Логотип був непрозорим. Знаходився у правому верхньому куті. |
|         | З 17 січня 2022 по 24 березня 2023 року використовувався той же логотип але слово «ДОМ» блакитного кольору. Знаходиться там само. |
|         | З 25 березня 2023 року по теперішній час використовується той же логотип але замість літери «О» стала «І». |